# ジェノサイド否認
ジェノサイド否認、またはジェノサイド否定（英: genocide denial）とは、実際に発生したジェノサイドについて、それが事実であることを否認、否定したり、その規模や深刻度を矮小化したりしようとする企てである。
ここで言うような「否認」「否定」について、武井彩佳は「最初から事実と異なる歴史像を広める意図であからさまに史実を否定する主張を、欧米では『歴史修正主義』ではなく『否定論』(denial)と呼ぶようになっている」と説明している。なお、本稿では以下、denialの訳語を、原則として「否認」に統一して進めることとする。
こういった否認自体が、ジェノサイドには不可欠な一要素である。ジェノサイド否認には、ジェノサイドの計画を極秘に進めること、ジェノサイドが進行している間に行われる政治宣伝、また、大量殺害の証拠の隠滅といったことが含まれる。
ジェノサイド研究者で、1996年に「ジェノサイドの10段階」をまとめた米国のグレゴリー・スタントンによると、ジェノサイド否認は「ジェノサイドの意図をもって行われるさらなる殺戮を最も確実に示すもののひとつ」と言える。
ジェノサイド否認を、ジェノサイドのプロセスの最終段階と定義する研究者もみられる。例えば、アルメニア系米国人であるリチャード・G・ホヴァニシアンは、「ひとつの民族集団・国民集団等に属する人々を完全に殲滅するためには、記憶されたものを遠くに追いやり、記憶することを完全に封じることが必要とされる。歪曲、欺瞞、そして事実の一部しか語ろうとしないことによって、『実際にあったこと』が、『実際にあったかもしれないこと』や、あるいは『実際にはありもしなかったこと』にまで貶められる」と述べている。
ジェノサイド否認の事例としては、下記のものが挙げられる。
- アルメニア人虐殺の否認
- 世界各地の先住民のジェノサイドの否認
- ホロコースト否認
- カンボジア大虐殺の否認
- スレブレニツァの虐殺を含むボスニアのジェノサイドの否認
- ルワンダ虐殺の否認

まっとうな学術的歴史研究者と、まともに受け取るべきではない歴史否認・否定論者や歴史修正主義者（ジェノサイド否認論者を含む）の区別は、歴史記述において用いられるテクニックを検討すれば明確である。歴史否認論者や歴史修正主義者は、あるアジェンダを主張するときの支えとして、歴史を書き換える。そのアジェンダは、通例、政治的であったり、主義主張に基づいていたりする。手法としては、自身の望む結果を得るために欺瞞や誤謬のレトリックが用いられる。
21世紀に入り、ソーシャルメディア上で陰謀論やヘイトスピーチが頻繁に流されることによって促進される形で、ジェノサイド否認や修正主義の露出は急激に増大している。

## 分析
トルコ出身で、20代で当時の西ドイツに亡命した歴史家・社会学者で、トルコ人としては初めて アルメニア人虐殺を史実と認めたTaner Akçamは、「大量殺害等の残虐行為に関し『否認』が為されるとき、それは単に事実を否認することだと考えられるのが常であるが、実はそうではない。むしろ、事実と真実の間に存する曖昧模糊とした領域にこそ、そのような否認が芽生えるのである」と指摘している。
また、国際移行期正義センター (ICTJ) で会長を務めているDavid Tolbertは、下記のように述べている。 
否認は、ジェノサイドをはじめとする大規模な犯罪をなす者たちにとって、最後の砦である。大量殺害等の実行者らは、責任を逃れ、大量殺害をおこない、被害者の財産を収奪することによって得ようとした政治的・経済的利益とを守るため、また、オルタナティヴな歴史を捏造することによって新たな現実を固めるため、真実を隠す。最近の研究ではっきりしたのだが、そのような否認は、被害者たちや、被害者の属していた破壊されたコミュニティにダメージを与えるばかりでなく、嘘に基づいた将来を約束し、それによって先々、紛争や弾圧、苦難となる種をまくのである。—David Tolbert、

### 動機および手法
ジェノサイド否認の主たる理由としては、道義上の責任、あるいはひどい場合には刑事的な責任を逃れ、実行者らの名望を守ることが挙げられよう。
グレゴリー・スタントンは、ジェノサイド否認の手法として、次の要素を指摘している。すなわち、統計数値を疑問視すること、ジェノサイドの意図を否認すること、定義論争に持ち込むこと、そして被害者に責任を求めること。また、ジェノサイド研究者のイスラエル・チャーニーはジェノサイド否認について、5つの心理的特徴を指摘している。
ジェノサイド研究者であるアダム・ジョーンズは、死者数を最小化することや、死因をジェノサイドとは関係のない「自然な」ものに求めること、ひとつの集団を破壊するという意図を否認すること、そして、予防的もしくは過剰な攻撃をしておいて自衛であると主張することを含むいくつかの手法から成るジェノサイド否認のフレームワークを提案している。
- 「死者はほとんど出ていない」という言説

そのジェノサイドが起きたのが遠い昔であれば、ジェノサイド否認はより簡単になる。
- 「意図的なことではなかった」という言説

病気や飢餓を引き起こす状況、例えば強制労働や強制収容、奴隷化といったものが、死者が出たことの原因とされるかもしれない（たとえそれが、ジェノサイド実行者によって計画実行されたものであっても、ジェノサイドの意図をもってやったことではないと主張される）。
- 「そもそもそこにはそれほど多くの人はいなかった」という言説

犯罪者（ジェノサイド実行者）が証拠を隠滅もしくは隠蔽する一方で、犠牲者数を最小化する。
- 「自衛のための行為だった」という言説

民間人、特に五体満足な男性の殺害は、ジェノサイド実行者に敵対的な行為をしようとしていたとの理由をつけられ、予防的攻撃として説明される。ジェノサイド実行者は、目撃者や被害者の親族を皆殺しにすることもある。
- 「中央からの指令があったわけではない」という言説

ジェノサイド実行者は、直接の関わりを見せないようにするために、正規軍とは別の兵力（民兵や准軍組織、傭兵団や死の部隊）を用いることがある。
- 「それは『ジェノサイド』ではなかった/ではない。というのは……」という言説

話が、定義をめぐる論争や修辞的論争に持ち込まれるかもしれない。
- 「われわれがそのようなことをするなど、絶対にない」という言説

自己イメージは疑問視されえない。ジェノサイド実行者は自身を善意の立場とみている。証拠など何の意味も持たない。
- 「本当の被害者はわれわれである」という言説

歴史的コンテクストもなく、自陣営の死者や損失に話をそらす。

## 具体的な事例
非常に数が多いため、英語版のページで、By individuals and non-governmental organizations の項、および By governments の項を参照。

## 法
武井彩佳によると、「歴史の否定を禁止して、個人や集団の記憶や名誉を守り、対立や偏見を煽る言説を法によって処罰する動きがヨーロッパで登場したのは1990年代のことである。……2000年代に入ると、歴史の否定を禁止する動きが拡大する」。また、「現在、歴史に関わる法、決議、宣言などは世界中で200以上あるが、その大半がヨーロッパのものである」。
2001年には、欧州委員会が、欧州連合 (EU) 全域に適用される反人種主義法を提案した。しかし、人種主義の禁止と表現の自由の間のバランスについてEU加盟国の合意が形成されず、ジェノサイド否認を違法行為と位置付けようとするこの案は立ち消えとなった。その後、6年の歳月をかけた議論の末、2007年、当初案に比べてかなり手ぬるい内容の妥協案が合意され、EU加盟国には法施行の裁量権が与えられた。
2022年にジェノサイド防止および保護する責任に関する国連事務所が、特定のアイデンティティで認識される集団に向けられた場合について、ジェノサイド否認とヘイトスピーチを関連させるポリシーペーパーを出した。この文書では、否認について、国家や国連職員がどのようなポリシーをとるのがよいかがまとめられている。

## 影響
ジェノサイド否認は、被害者集団にも加害者集団にも影響を与える。あるジェノサイドのケースが否認されることで、両集団（当事者が国家である場合は両国）間の関係は悪化し、個々の被害者が（心理的）決着・終幕を求めることは難しくなり、両集団それぞれの側で政治的意思決定に悪影響を及ぼす。また、被害者集団の側では自身のアイデンティティを表明することに恐怖をおぼえるて双方が報復を警戒することにもなりうり、社会の民主的発展にブレーキがかかってしまう可能性がある。
個々の被害者への影響
被害者がジェノサイドと向き合うのは、トラウマとなっている過去と再び生きることによって恥辱の気持ちを抱くことにもなり、困難なプロセスとなりうる。それでも、被害者・加害者両集団に過去を受け入れさせることを促進するため、セラピーとしての効果を持つ。セラピーとしての側面では、被害者に過去の惨事やそれに関連する痛ましい記憶と向き合うことを促すことは、決着、終幕にたどり着き、害がなされたのは過去のことだと納得するためのひとつの方法である。これはまた、それらの出来事の認識が社会で共有されることを促し、それによってその社会が政治的また文化的な事柄において、将来の意思決定を行う基盤となる共通の認識となる。
他方、否認することには、マイナスの効果が伴う。被害者は加害者から不当な扱いを受けたと感じるだけでなく、過去に起きた不当行為を認めることを拒まれることによって、さらに被害を受けることになる。また、ジェノサイドの否認には、社会全体に共通する標準を形作るうえで大きな影響を与える。過去に犯された過ちを語らずにいること、そしてその過ちへの非難や懲罰を与えずにいることで、将来同様の過ちが発生することに対する社会の寛容性を高める危険性がある。
アルゼンチンの社会学者であるダニエル・フェイアーシュタインによれば、ジェノサイドの実行者は、ジェノサイドの生き残りがいた場合には、そのアイデンティティを変容させ、被害者集団の存在の記憶を消し去るプロセスを開始する。
ジェノサイド否認の社会的影響
インドの政治理論家であるen:Rageev Bhargavaは、「忘却せよという呼びかけのほとんどは、被害者が、『中庭にはドラゴンが生息しているので、それを挑発しないほうがいい』という恐怖の念に駆られて公然と追悼するのをやめるよう仕向ける企図を隠している」と指摘している。言い換えれば、社会的に惨事を忘却することは、表面的には社会の調和のためには有益であるが、一方でそれは、ジェノサイドの標的とされた集団に、将来また同じようなことがおこなわれるのではないかという恐怖を引き起こし、さらなる苦しみを与える。またそれは、被害者集団の社会文化的発展に対して、直接的に有害である。
他方、惨事を忘却することが、最も政治的に好都合で安定した選択肢になる場合もある。これは、最近になって少数者支配から脱したが、ジェノサイド加害者がいまだに戦略的資源や機構をコントロールしている状況にある国々に見られ、例として南アフリカが挙げられる。南アフリカの移行期においては、様々な理由から過ちを犯したことを告白すれば訴追を免れるという方策が取られたが、この考えに基づいている。しかしながら、社会全体、特に被害者の側は、このような選択肢は道徳的に疑わしいと認識し、それが持続可能なものかどうかを問うことになるだろう。南アフリカの真実和解委員会の最終報告書 (1998年) には「われわれは真実が語られるのを聞いた。和解についての話になることもある。しかし、正義はどこにあるのか?」という文言がある。
民主主義の発展への影響
ジェノサイド否認は、往々にして、ある社会の法と正義の問題 (the issue of justice) の土台を崩すことによって、その社会の発展と民主主義のレベルにマイナスの影響を与える。民主主義というものが法の支配に立脚して構築され、国家機関によって支持、守護されるものであるなら、法に基づいた結果と法の裁きがないということは、民主主義を損なうものとなる可能性がある。歴史的観点から見てより危険なのが、将来の世代にとってこれらの出来事の意味が失われることになりかねないということである。倫理基準を失うに等しいようなことが起こり、社会が過去を適切に扱うことができなかった場合、その社会は同様の不正な行為を受忍しやすくなってしまう。それでもなお、ジェノサイド否認は、特に不正行為がおこなわれた直後に否認される場合、（「例外のない規則はない」という場合の）「例外」であるというよりは「規則」の方であり、その否認はほぼすべて、不正行為実行者が責任を免れるためにおこなうものである。
ジェノサイドの非明示的否認
社会や政府が公然とジェノサイドを否認する場合もあるが、さらに暗黙的な否認もある。一例としては、従軍慰安婦と大日本帝国の役割に関する事例があり、これは、被害者のうち存命の人々の圧倒的多数が、日本国政府が自国の責任を認めるのを拒絶していることを理由として、賠償金の受け取りを拒否していることからも明らかである（賠償金は、国家から直接ではなく、民間の基金を経由して支払われるが、その決定は被害者の目には、国家が直接の責任を一切認めないということに映る）。このような非明示的否認は、あからさまな否認と同じような効果を社会に及ぼしうる。例えば、日本の歴史教科書における惨事の否認と自己の犠牲者化は、日本と韓国・北朝鮮や中国のような隣国の間の外交に大きな緊張をもたらしており、日本国内では保守的、もしくは国家主義的勢力の勃興につながった。

### 予防
ジェノサイド否認が生じる頻度を低減するには、歴史研究を進め、文書を保全、保存し、各種記録を考証し、調査委員会を設け、行方不明となっている人々を捜索し、記念行事をおこない、国家として公式に謝罪し、真実委員会を進展させ、教育プログラムを実施し、モニュメントや博物館・資料館を作ることが有効となろう。
スイス外務省で上級顧問を務めたジョナサン・シソンは、社会には、歴史的な出来事と事実に関して、また、大規模、もしくは体系的な人権侵害につながっていった状況について、真実を知る権利があると指摘している。シソンは、国家は歴史修正主義者から議論が起きることを防ぐため、記録をはじめとする証拠を安全に保つ義務を有するとも述べている。また、ジェノサイド研究者のグレゴリー・スタントンは、訴追がおこなわれるとなればジェノサイド実行の前に踏みとどまる可能性があるとの考えを示している。